# Biserica „Sf. Haralambie” din Turnu Măgurele
Catedrala Sfântul Haralambie din Turnu Măgurele este unul dintre cele mai reprezentative monumente istorice de artă eclezială de la începutul secolului 20 din județul Teleorman.
Biserica a fost construită la propunerea regelui Carol I, în memoria eroilor care s-au jertfit pentru patrie în timpul Războiului de Independență a României. Catedrala a fost înălțată între anii 1901-1905, urmând planurile arhitectului francez André Lecomte du Noüy și ale arhitectului român Dimitrie Maimarolu. Aceștia au preluat motive arhitectonice de la Mănăstirea Curtea de Argeș. 
Pictura interioară a fost realizată în ulei de către pictorii Eugeniu Voinescu și Romeo Girolamo, având ca inspirație pictura Bazilicii "San Marco" din Veneția.
În urma cutremurului din 1977 turla bisericii s-a prăbușit, iar structura construcției a fost avariată. Între anii 1985-1991, turla mare a catedralei a fost refăcută complet și întreaga clădire a fost consolidată.
Biserica a trecut din nou printr-un proces de restaurare între anii 2017-2023, în care au fost refăcute picturile, stucaturile și elementele de arhitectură, s-a consolidat întreaga structură și a fost reamenajată curtea.
La resfințirea catedralei, din 2023, aceasta a primit al doilea hram: Sfântul Apostol Toma. 

## Istoric
În urma distrugerii din 1829 a cetății Turnu, raiaua Turnu intră în componența Țării Românești, iar populația este strămutată pe un deal din apropiere. Noul oraș Turnu Măgurele este înființat în anul 1836, prin decret domnesc semnat de către domnitorul Alexandru Dimitrie Ghica și devine capitala nou înființatului județ Teleorman în 1839.   
Prima biserică din oraș a fost construită între anii 1842-1845. Finanțarea acesteia s-a realizat din fonduri de la bugetul local sau al statului până in 1876.  
Turnu Măgurele a avut un rol important în aprovizionarea trupelor românești din timpul Războiului de Independență, însusi domnitorul Carol trecând prin această zonă către linia frontului. Pentru a recunoaște meritele populației orașului în susținerea armatei române, viitorul rege promite realizarea unei catedrale.   
Locuitorii orașului, împreună cu autoritățile locale, militaseră încă din anul 1878 pentru construirea unei biserici noi, imediat după întoarcerea trupelor românești din Războiul de Independență. Din motive financiare însă, abia în 1884 arhitectul francez André Lecomte du Noüy (responsabil cu restaurarea catedralei episcopale din Curtea de Argeș) este însărcinat cu realizarea unui plan pentru o catedrală impunătoare. La realizarea proiectului participă și arhitectul român Dimitrie Maimarolu, rudă cu Nicolae Maimarolu, primar al orașului Turnu Măgurele la sfârșitul secolului 20. Construcția începe în 1901, întârzierea fiind motivată de lipsa banilor. În planurile noii bisericii se găsesc numeroase influențe din arhitectura mănăstirii Curtea de Argeș. Realizarea efectivă a lucrărilor a fost coordonată de inginerul Nicolae B. Cernat.  
Odată cu începerea lucrărilor se întocmește un Act comemorativ având următorul conținut:   
„În numele Tatălui, al Fiului și al Sfântului Duh, astăzi 28 iunie, Joi, anul 1901, de la Nașterea Mântuitorului nostru, în anul al XXXV-lea al Domniei de Hristos iubitorului Rege Carol I al României, Regină fiind prea grațioasa Elisabeta Doamna, moștenitor al Tronului Prințul Ferdinand, având de soție Principesa Maria și copii pe Principele Carol și Principesa Elisabeta și Maria. Întâiul Sfetnic al țării fiind Dl. D. Sturdza, Mitropolit Primat I.P.S.S. Iosif Gheorghian, Prefect al Județului Teleorman Dl. D. Bildirescu, Primar al Orașului Turnu Măgurele Dl. C. Costovici, pusu-s-a după obiceiurile îndătinate, prima piatră a cestei sfinte clădiri, cu numirea ,,Biserica Sfântul Haralambie”, care se clădește din nou. Arhitect a fost Dl. D. Maimarol, iar clădirea s-a făcut de antreprenorul Nicolae B. Cernat. Sfințirea temeliei s-a făcut de Cucernicul Protoiereu al județului înconjurat de toți preoții orașului, de față fiind Dl. Perfect, Dl. Primar, Consiliul Comunal și toți drepții credincioși din oraș. Spre credința și amintirea celor mai sus pomenite, s-a întocmit această scriere de aducere aminte, subscrisă de noi, cei de față, și tipărită în mai multe foi la fel, din care una s-a zidit în piatra de temelie, ca să o găsească cele viitoare neamuri. Dumnezeu să aibă în Sfânta Sa pază pe iubiții suverani ai Țării cu toată Dinastia și pe toți pomeniții aici. Amin.”
Clădirea la roșu a fost ridicată între anii 1900-1902 din cărămidă și învelită cu tablă de alamă. Pictura s-a realizat între 1902 și 1905, de către pictorii Eugeniu Voinescu, director al Școlii de Belle-Arte din București, și italianul Romeo Girolamo.   
La finalizarea lucrărilor a fost asezată deasupra ușilor de intrare în pronaos, pisania:  
„BISERICA CATEDRALĂ S-tul HARALAMBIE
Această s-tă biserică sa început în anul 1900 și sa terminat la finitul anului 1905 prin osîrdia drept credincioșilor creștini
Fiind Mitropolit Primat 
Josef Gheorghian
 Președinte al Consiliului de Miniștri 
G. Gr. Cantacuzino
Ministrul Cultelor
 Mihail Vladescu
 Primar al orașului Turnu Măgurele
 Nicolae Cecropid
 Arhitect D. Marimarol”

## Arhitectura

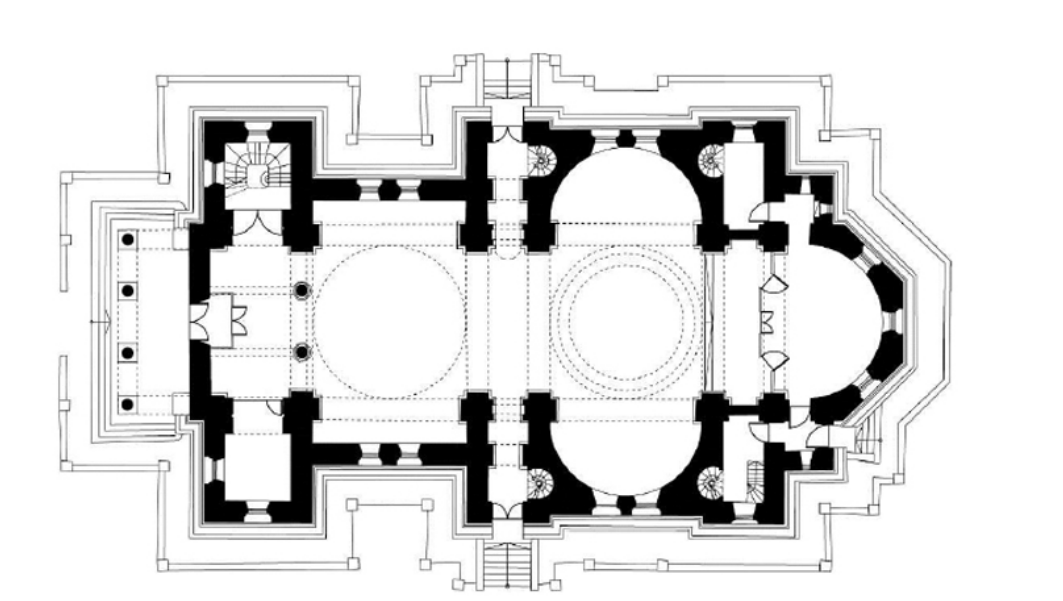
Planul parter al Catedralei Sfântul Haralambie

Biseria are o planimetrie tradițională – plan triconc, specifică ritului ortodox. Se respectă succesiunea de spații: pridvor, pronaos, naos și altar. Între pridvor și pronaos a fost adăugat un spațiu intermediar care ar putea fi asimilat unui exonartex și care echilibrează proporțiile la exterior. Pridvorul este deschis și susținut de patru coloane, cu baze dreptunghiulare, și care se încheie în partea superioară într-o arcatură trilobată în acoladă deasupra căreia se înalță frontonul cu o frumoasă decorațiune, defazat la mijloc și străjuit pe marginea cornișei de un șir de figurine decorative. Pronaosul este acoperit de două calote semisferice peste care este asezat un balcon de dimensiuni impresionante cu rol de cor.  Pronaosul este separat de naos prin două coloane masive de marmură roșie cu capiteluri bogat ornamentate ce susțin balconul corului. Naosul este structurat dintr-o nava centrală și două abside simetrice, la care se adaugă două nișe deschise ce oferă acces spre exterior prin două uși laterale din lemn sculptat. La nivelul naosului se găsesc două balcoane asimetrice: cel din stânga de formă hexagonală, proeminent, are rol de anvon, iar cel din dreapta se încadrează în linia zidului și intregește armonia structurii. Absida altarului are formă poligonală la exterior și rotună la interior. Catapeteasma este din lemn de tei sculptat și aurit, cu opt colonade cu capiteluri în stil corintic, cu forme torsionate și ancadramente de legătură, fiind asezată la circa 2 metri în interiorul absidei. Structura iconostasului respectă cele trei registre clasice din arhitectura bizantină. Trecerea de la naos către iconostas se face prin două trepte de marmură, zona fiind delimitată lateral de două nișe închise asezate pe două registre, similare celor de la nivelul naosului. Pe fiecare latură, biserica are același număr de ferestre, plasate simetric, dar care sunt inegale ca mărime; trei la pronaos și trei la absida altarului, toate de formă dreptunghiulară, încheiate în partea de sus în arcadă. Vitraliile au fost executate în România.
La exterior, programul edificiului este extrem de complex, un brâu în torsadă împărțindu-l în două registre. În registrul inferior sunt cuprinse ferestrele cu ancadramente din piatră decorată în relief, decorația fiind mai amplă în cazul ferestrelor de la naos. În registrul superior sunt cuprinse medalioane din piatră în relief, decorate amplu cu motive geometrice și florale, stilizate. Peste acoperișul bisericii se înalță trei turle. Cele două turle mici sunt așezate peste colțurile frontale ale pronaosului, având ferestrele înclinate către axul bisericii și încadrate în partea superioară de arcade. Turla centrală octogonală, este așezată peste partea centrală a naosului, având ferestrele drepte și încadrate în partea superioară de arcade. Turlele frontale și turla centrală sunt așezate pe baze pătrate. Patru turnulețe mici, cu arcade, sunt așezate pe colțurile naosului. Vitraliile au fost realizate la atelierele August Zwölfer din București, cu excepția celui donat de antreprenorul Nicolae B. Cernat, care a fost executat la atelierul Ioseph Schröder din București. Amvonul este din lemn sculptat. Mobilierul, din stejar, masiv, dens, fără noduri și foarte uscat, a fost executat artistic în atelierul de tâmplărie Ilie Mateescu, din oraș. Pardoseala este realizată din plăci de beton mozaicate de diferite dimensiuni. Întregul acoperiș a fost făcut din tablă de aramă - în prezent a fost înlocuit cu tablă de titan zinc. Turla Pantocrator s-a prăbușit în timpul cutremurului de la 4 martie 1977, necesitând refacerea completă. Aceasta a fost realizată între anii 1985-1991.  

## Pictura
Pictura interioară, executată în ulei pe gled de ghips, bine finisat, a fost realizată de Eugen Voinescu, director la Școala de Belle-arte din București și de italianul Girolamo Romeo, după modelul Bazilicii San Marco din Veneția, bogat decorată în stil neobizantin, cu aspect mai mult realist. În pronaos sunt pictate portretele regelui Carol I și al reginei Elisabeta, considerați drept ctitori ai bisericii, pentru bunăvoința arătată și pentru donația făcută în sprijinul construirii acesteia. Între anii 1934-1936 se spală pictura de către pictorul T. Rădulescu Romanați.
Printre obiectele patrimoniale pot fi amintite un candelabru cu șapte brațe, confecționat din aliaj de argint, icoane încărcate cu argint de la vechea biserică, precum și altele mai noi, provenite din donații particulare. Același stil asortează toate piesele: de la mozaic la pictură, sculptura în lemn, în zinc și bronz ori în piatră și chiar ornamentațiile exterioare de la streașină și de la turle.  